# Cmentarz wojskowy w Koninie
Cmentarz wojenny z okresu I wojny światowej w Koninie – zabytkowy cmentarz wojenny, który znajduje się przy ulicy Szpitalnej, w południowej części Konina.

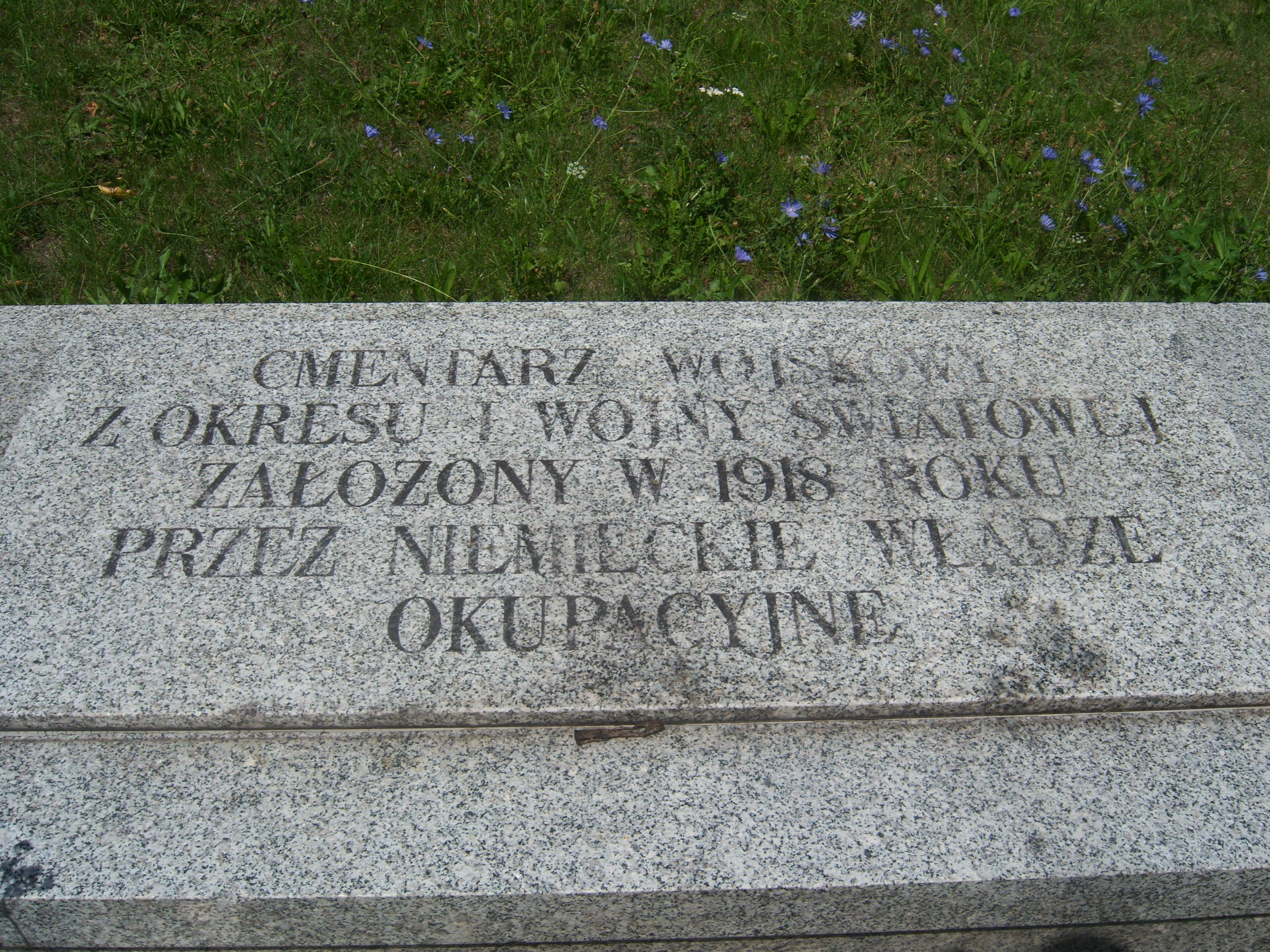
Tablica pamiątkowa pośrodku cmentarza

Został założony w 1918 (według innych źródeł w 1916). Spoczywają tu prochy żołnierzy niemieckich i rosyjskich poległych w okolicach Konina i zmarłych w pobliskim szpitalu. Pochowano tam łącznie 193 ciała żołnierzy, w tym 119 Rosjan. Zdecydowana większość z nich poległa w listopadzie i grudniu 1914 roku, gdy w rejonie miasta toczyły się walki. Pojedyncze nagrobki pochodzą też z 1915 i 1917 roku. Część z ofiar była nieznanej tożsamości. Do dziś zachowało się jedynie 117 tablic nagrobkowych. Cmentarz jest wpisany do rejestru zabytków województwa wielkopolskiego pod numerem 28/Wlkp/A.